# Riserva naturale di Naurzum
La Riserva naturale di Naurzum è un'area protetta del Kazakistan. Fa parte del sito UNESCO di Saryarka, steppe e laghi del Kazakistan settentrionale, garantendo protezione a un'area di 3.077 km² di steppe, aree semi-desertiche e foreste.

## Territorio
La riserva è collocata nella parte centrale dell'altopiano del Turgai, all'interno della zona steppica del Kazakistan. Consiste di tre nuclei, circondati da zone-tampone e connessi da un eco-corridoio protetto. Il nucleo copre una superficie di 1.910 km², la zona-tampone circa 1.167 km².

## Flora
La vegetazione è diversificata e consiste di steppa, zone arbustive, semi-deserti e – fatto unico per la steppa meridionale – anche di foresta. Queste foreste sono composte principalmente da pini (Pinus sylvestris), betulle (Betula pendula, B. pubescens) and pioppi (Populus tremula). Lungo le coste, ci sono formazioni tipicamente acquatiche di giuncheti e canneti. Nella parte dominata dagli arbusti, le specie tipiche sono il mandorlo russo (Amygdalus nana), il ciliegio (Cerasus fruticosa), il citisio (Cytisus ruthenicus) (che si trova al margine occidentale della sua area di distribuzione), specie di rosa selvatica (Rosa) e ginepri (Juniperus sabinea). Nelle zone più umide, si trova il salice (Salix) e lungo le rive dei laghi il tamerice (Tamarix ramosissima).

## Fauna
Nella riserva, sono state catalogate 47 specie di mammiferi, 279 specie di uccelli, 10 specie di rettili e anfibi e 10 specie di pesci. Inoltre, sono state trovate più di 1.000 specie di insetti. I mammiferi più comuni della zona steppica sono la puzzola delle steppe (Mustela eversmanni), il corsac (Vulpes corsac), la volpe comune (Vulpes vulpes), il lupo eurasiatico (Canis lupus lupus), il porcospino dalle orecchie lunghe (Hemiechinus auritus), la lepre europea (Lepus europaeus) e parecchie specie di roditori quali la marmotta bobak (Marmota bobak), alcuni citelli (Spermophylus fulvus, Spermophylus major, Spermophylus pygmeus), il criceto (Cricetus cricetus), l'allactaga (Allactaga major), lo stylopidus (Stylodipus telum) così come varie specie di arvicola e di lemmini. Le foreste sono abitate dall'alce
(Alces alces), dal capriolo siberiano (Capreolus pygargus), dalla lince eurasiatica (Lynx lynx), dal tasso (Meles meles), dall'ermellino (Mustela erminea), dalla donnola (Mustela nivalis), dalla martora (Martes martes) e dal cane procione (Nyctereutes procyonoides), dallo scoiattolo rosso (Sciurus vulgaris), dal porcospino europeo (Erinaceus europaeus), dalla lepre bianca (Lepus timidus). Lungo le rive dei fiumi, si possono trovare anche cinghiali (Sus scrofa). Tra le specie che si possono rinvenire raramente nelle aree desertiche e semi-desertiche c'è la saiga (Saiga tatarica).